# 세들레츠 납골당

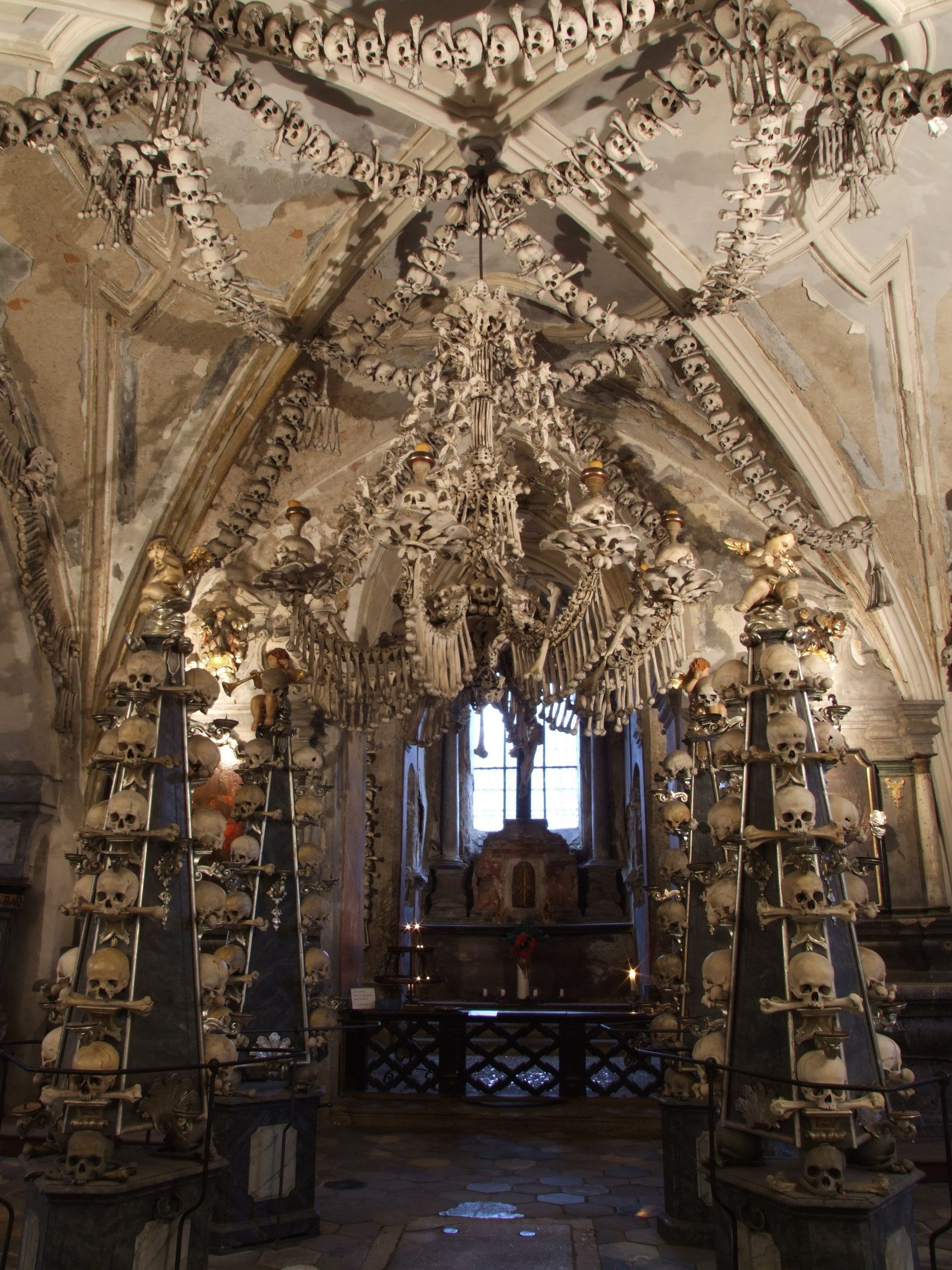
세들레츠 납골당

세들레츠 납골당(체코어: Kostnice v Sedlci)은 체코의 수도 프라하에서 동쪽으로 약 70km 정도에 떨어진 도시 쿠트나호라 세들레츠에 있는 가톨릭 성당의 납골당이다. 본당 건물 지하에 있다. 이 교회 납골당은 약 4만명의 인골을 저장하고 그 중 약 1만명 분의 인골을 사용하여 예배당의 장식을 하고 있는 것으로 알려져 있으며 이곳은 또한 CNN에서 선정한 '세계 7대 소름 돋는 장소' 중 하나이다.